# Archiprezbiterat Guinardó (Archidiecezja Barcelony)
Archiprezbiterat Guinardó – jeden z 21 archiprezbiteratów archidiecezji Barcelony w Hiszpanii. 
Według stanu na marzec 2019 w jego skład wchodziło 3 parafie rzymskokatolickich. 

## Lista parafii
Źródło:
| Lp. | Miejscowość | Parafia                                        | Grafika | Kościół                                                     | Adres                                              |
| --- | ----------- | ---------------------------------------------- | ------- | ----------------------------------------------------------- | -------------------------------------------------- |
| 1   | Barcelona   | Parafia Chrystusa Odkupiciela                  |         | Kościół Chrystusa Odkupiciela w Barcelonie                  | Av. Mare de Déu de Montserrat, 34, 08024 Barcelona |
| 2   | Barcelona   | Parafia Najświętszej Maryi Panny z Montserrat  |         | Kościół Najświętszej Maryi Panny z Montserrat w Barcelonie  | Av. Mare de Déu de Montserrat 144, 08041 Barcelona |
| 3   | Barcelona   | Parafia św. Izabeli Aragońskiej i św. Joachima |         | Kościół św. Izabeli Aragońskiej i św. Joachima w Barcelonie | Oblit 24, 08041 Barcelona                          |